# Maison Willits
La maison Ward W. Willits est un bâtiment conçu par l'architecte Frank Lloyd Wright à Highland Park, dans la banlieue nord de Chicago (Illinois, États-Unis). Elle a été conçue en 1901 et est considérée comme l'une des premières grandes maisons de la Prairie School.

## Description
La maison Willits présente une façade symétrique sur la rue et a un plan en croix avec quatre ailes s'étendant à partir d'une cheminée centrale. Outre les vitraux et les cloisons en bois qui divisent les pièces, Wright a également conçu l'ameublement de la maison.
C'est l'une des premières véritables maisons de style Prairie de Frank Lloyd Wright ; en tant que telle, elle est le point culminant de la période d'expérimentation de Wright au cours des années précédentes,. Wright est connu pour avoir su combler le fossé entre l'architecture et la nature, ce qui rend cette maison fascinante car elle est l'expression complète de l'intérêt de Wright pour la reconnexion avec la nature, pour l'architecture japonaise et pour le mouvement artistique néerlandais qui se produisait simultanément.
La Willits House est la première maison du véritable style Prairie et marque le plein développement du système de construction à ossature en bois et stuc de Wright. Bien que la maison Willits ait deux étages, elle présente une forme plus complexe, consistant en un espace central rectangulaire avec une aile rectangulaire en saillie de chaque côté de cet espace. Il s'agit d'une caractéristique de design standard pour la plupart des maisons de style prairie, en plus des plafonds bas, des éléments qui sont parallèles au sol et qui dépassent le cadre de la maison. Wright a utilisé un plan cruciforme, l'espace intérieur s'articulant autour d'un noyau central de cheminée et se prolongeant vers l'extérieur par des terrasses couvertes et des terrasses ouvertes.  Le plan de la maison est de style moulin à vent, comme le montrent les quatre ailes qui partent de la cheminée du noyau central et chaque aile suit une ligne diagonale. La deuxième aile contient le grand salon avec de grandes fenêtres et une terrasse murée. La salle à manger, prolongée par un grand porche, constitue la troisième aile ; la quatrième, vers l'arrière de la maison, contient la cuisine et la buanderie. Wright incorpore des diagonales à plusieurs autres endroits de son projet : la salle à manger a une baie d'extrémité en forme d'arc et une autre saillie en forme d'arc, la salle de réception a une baie similaire en forme d'arc, le luminaire en verre artistique au-dessus de l'escalier d'entrée est tourné à 45 degrés, soulignant à nouveau la diagonale, et les piliers de terminaison de la porte de garage sont décalés de 45 degrés par rapport au mur d'extrémité.
Le premier étage comprend le séjour donnant sur la rue, la salle à manger, la cuisine, le garde-manger, la buanderie, la salle de réception, la porte cochère, la véranda et la terrasse. Le premier étage contient également plusieurs cheminées qui sont regroupées. Un hall d'entrée-escalier, un salon, une salle à manger et une cuisine gravitent autour de la cheminée centrale.  Le plan de la maison commence à s'ouvrir et les pièces s'unissent beaucoup plus fortement à l'extérieur. La maison est moins cloisonnée et l'architecture qui évolue vers l'extérieur est l'une des principales caractéristiques. Le premier étage de la maison comprend cinq chambres, un atelier de couture et une bibliothèque à l'entrée sud. Au lieu de prolonger la chambre ouest (directement au-dessus du salon) sur toute la largeur de l'aile, Wright a laissé de la place pour les porches latéraux.
La maison Willits était considérée comme une maison de style divertissement. À noter en particulier l'utilisation de l'arc roman à l'entrée, l'accent mis sur les lignes horizontales comme on le voit dans les plafonds bas de l'aile de la salle à manger et de la porte du garage, et l'utilisation de différents matériaux de moulure au sommet de la maison. Lorsque la lumière éclaire cette zone, le plafond semble flotter et présente des ombres très profondes et sombres. Une autre caractéristique unique de cette maison est que Wright a pu tout concevoir dans la maison, des meubles aux luminaires.

## Historique

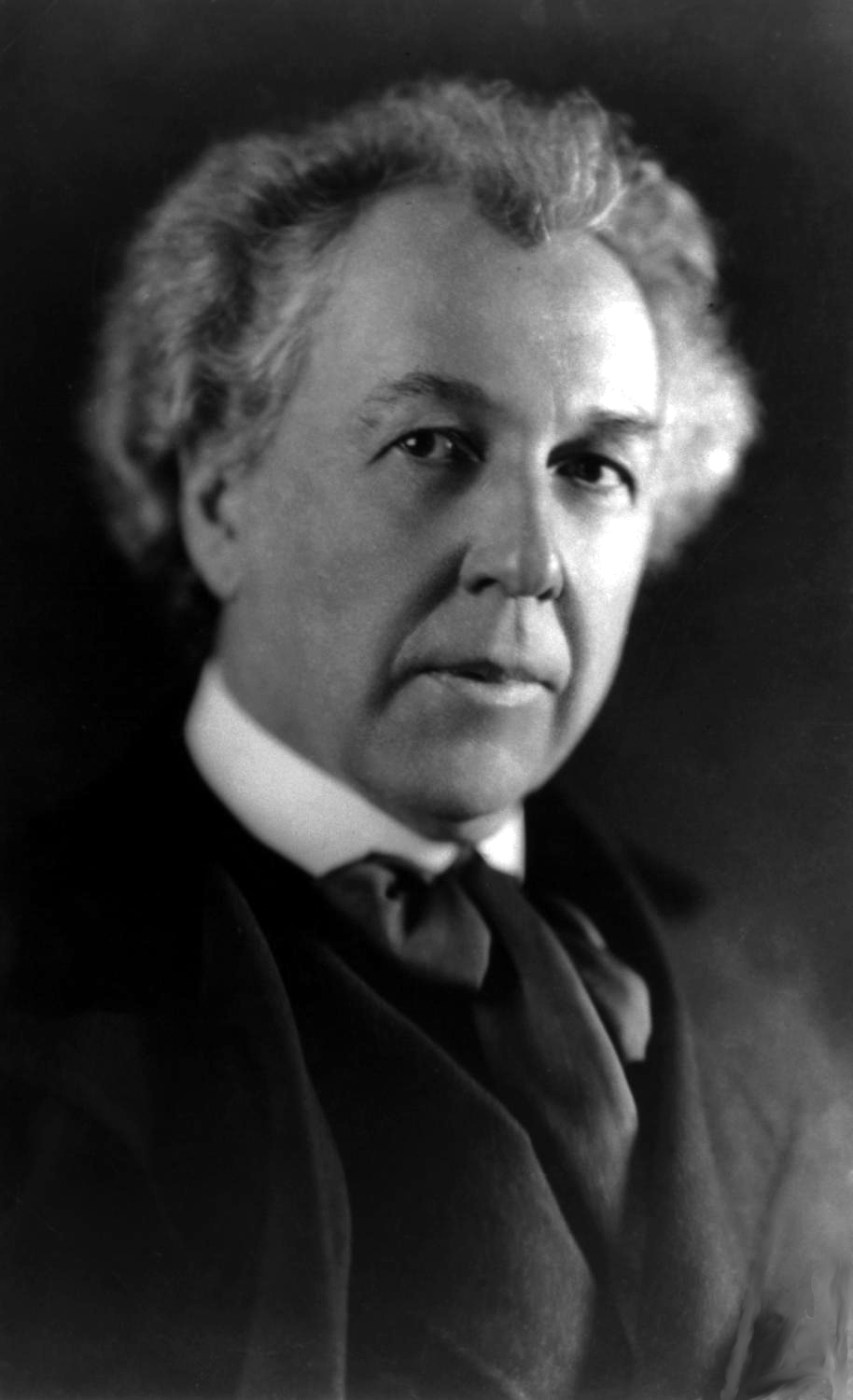
Frank Lloyd Wright

Cette maison a été conçue pour Ward Winfield Willits en 1901, alors vice-président de la Adams and Westlake Company, une fonderie de laiton dont il deviendra plus tard le président. Orlando Giannini, qui était employé par Willits à l'époque, est peut-être à l'origine de la création de cette maison lorsqu'il a présenté Wright à Willits.
Wright et les Willits sont devenus amis peu après leur rencontre et ont réalisé qu'avec l'expérience en architecture de Wright et la contribution de la société des Willits à de nombreux projets architecturaux, un projet pour la maison des Willits était possible. Le client et l'architecte ont poursuivi leur relation après l'achèvement de la maison, et Willits et sa femme ont accompagné Frank Lloyd Wright et sa première épouse, Catherine (Tobin) Wright, lors d'un voyage au Japon en 1905. Le voyage s'est bien passé et c'était le premier de Wright ; cependant, la relation n'a pas résisté aux difficultés liées au fait d'être architecte et d'avoir une relation étroite avec un client.
Les clients étaient riches et disposaient d'assez d'argent pour faire construire la maison - bien que leur amitié ait à peine survécu à la mauvaise influence de la première femme de Wright et de sa famille, ainsi qu'aux prêts impayés que Wright aurait contractés auprès de Willits, qui ont finalement été remboursés par la vente de certaines des nombreuses estampes japonaises acquises lors du voyage. Néanmoins, Ward Willits a passé de nombreuses années avec sa femme dans la maison et y a vécu jusqu'à sa mort en 1950,.
La maison a été achetée en 1983 et le nouveau propriétaire a commencé à la rénover. Ce sont principalement ce nouveau propriétaire et son épouse qui ont achevé les travaux, en veillant à ramener le bâtiment à une époque proche de 1909, et en s'assurant de conserver les caractéristiques uniques de Wright dans toute la maison. La restauration a été reconnue par beaucoup comme étant de qualité muséale et a reçu un Prix Driehaus.
La « Tournée Frank Lloyd Wright de la rive nord » permet d'explorer la banlieue nord de Chicago, le long du lac Michigan, pour voir une douzaine de maisons conçues par l'architecte, dont la maison Ward Willits.